# Johann Heinrich Achterfeld
Johann Heinrich Achterfeld (né le 1er juin 1788 à Wesel, mort le 11 mai 1877 à Bonn) est un théologien catholique prussien.

## Biographie
Achterfeld étudie la théologie auprès de Georg Hermes à Cologne et Münster. Il devient prêtre en 1813 à Wesel et Xanten. En 1817, il est professeur de théologie à Braunsberg et en 1826 de théologie morale et d'homilétique à l'université de Bonn.
Johann Heinrich Achterfeld et Johann Wilhelm Joseph Braun (de) fondent en 1832 le Zeitschrift für Philosophie und katholische Theologie et Achterfeld publie de 1834 à 1836 les conférences de Georg Hermes. Quand le pape Grégoire XVI interdit la publication en 1835, Achterfeld n'obéit pas et se retrouve exclu de l'enseignement du séminaire et de donner des conférences. En 1843, il est mis à disposition. Après s'être soumis, il est réhabilité par le gouvernement en 1862 et par l'Église en 1873.